# Рамазанов, Мурад Зейнудинович
Мурад Зейнудинович Рамазанов (род. 15 сентября 1994 года, Санкт-Петербург, Россия) — российский боксёр-профессионал , выступающий в средней весовой категории. Многократный чемпион Санкт-Петербурга, финалист и призёр первенства и кубка России по боксу, 3-х кратный победитель чемпионата МВД России по боксу, финалист первого международного гран-при HardcoreBoxing

## Биография
Боксом начал заниматься в 13 лет, как рассказывает сам спортсмен на бокс его привели питерские улицы. Мурад всегда мечтал стать чемпионом мира по боксу в профессионалах. После школы поступил в Санкт-Петербургский университет МВД России на факультет подготовки сотрудников для подразделений по охране общественного порядка  и продолжил заниматься боксом

## Любительская карьера
Мурад Рамазанов является победителем трех чемпионатов МВД России, призёром Кубка России по юниорам  , многократным победителем чемпионатов Северной столицы и членом сборной команды спортивной Федерации бокса Санкт-Петербурга.
Наивысшие спортивные результаты в любительской карьере:
Призёр кубка России 2011, Финалист первенства России  2012, Призёр кубка Никифорова-Денисова 2013, победитель первенства Санкт-Петербурга в 2013, 2015  , 2016, 2017 гг, серебряный призёр чемпионата вузов Санкт-Петербурга по боксу 2016 , победительчемпионата Всероссийского общества «Динамо» по боксу 2014  , победитель чемпионата МВД России, 2016  , 2017  , 2018 , победитель чемпионата Санкт-Петербурга 2015 
Во времена участия в сборной Санкт-Петербурга тренировался под руководством Заслуженного тренера России Зимина Александра Васильевича.
Первым тренером был: Малков А. В.

## Профессиональная карьера
Дебютировал в профессиональном боксе 1 декабря 2018 года в Сочи . Первые бои проводил бесплатно, иногда приходилось самому платить за дорогу, проживание. Профессиональные поединки проводит в разных странах: России, Турции, Республики Беларусь
В настоящее время выступает в лиге HardcoreBoxing.